# Ducrosia anethifolia
Ducrosia anethifolia là một loài thực vật có hoa trong họ Hoa tán. Loài này được (DC.) Boiss. mô tả khoa học đầu tiên năm 1844.